# Žirafa masajská
Žirafa masajská (Giraffa tippelskirchi) je druh patřící do rodu žirafa žijící ve východní Africe v počtu 32 500 jedinců.
Taxonomie Mezinárodního svazu ochrany přírody zatím ponechává klasifikaci z r. 2016 s širším vymezením druhu žirafa severní; žirafa masajská je podle této klasifikace pouze jeho součástí, a sice rozdělená do dvou poddruhů, Giraffa camelopardalis thornicrofti a Giraffa camelopardalis tippelskirchi.

## Popis
Žirafa masajská má rozbitě působící vzor, zubaté skvrny čokoládové barvy na nažloutlém podkladu, pokrývající tělo a skoro celé nohy.

## Poddruhy
Na základě genetické studie z roku 2016 je poddruh G. t. thornicrofti jen ekotypem žirafy masajské.

## Výskyt
Žirafa masajská obývá střední a jižní Keňu, Tanzanii a východní Zambii.